# Ровное (Ровнянская сельская община)
Ро́вное (укр. Рівне) — село, центр Ровнянской сельской общины Новоукраинского района Кировоградской области Украины.
Население по переписи 2001 года составляло 5505 человек. Телефонный код — 5251. Занимает площадь 20,4 км². Код КОАТУУ — 3524085601.
В 1923—1931 и 1933—1962 годах — административный центр Ровнянского района

## Известные уроженцы
- Кувика, Иван Иванович (1919—1982) — Герой Советского Союза, полковник.
- Никонов, Николай Константинович (1913—1990) — Герой Социалистического Труда, металлург.
- Чирва, Степан Никитович (1907—1983) — советский военачальник, полковник.